# Pacific Plaza Towers
De Pacific Plaza Towers zijn een tweelingtoren in Taguig City, Filipijnen. De bouw van de woontorens, Pacific Plaza Tower 1 en Pacific Plaza Tower 2 geheten, werd in 1999 voltooid.

## Ontwerp
Beide torens zijn met 179 meter even hoog en tellen 52 verdiepingen. Ze zijn in postmoderne stijl ontworpen door Arquitectonica en Recio+Casas Architects. Het complex bevat onder andere een zakencentrum, een fitness school, meditatietuinen en een zwembad. Daarnaast heeft iedere toren een helipad op het dak.